# Johann Christoph Röder
Johann Christoph Röder (* 29. März 1729 in Zellerfeld; † 21. Juni 1813 in Goslar) war ein deutscher Bergmeister.

## Biografie
Die ursprüngliche und von ihm selbst gebrauchte Schreibweise seines Familiennamens war Röder. Während der Zeit der französischen Besatzung bzw. des Königreiches Westphalen und der damit einhergehenden französischen Verwaltung der Harzer Bergwerke benutzte er die umlautlose Schreibweise Roeder, kehrte nach Abzug der Franzosen aber wieder zu Röder zurück.
Röder war der Sohn von Johann Rudolf Röder. Zunächst war er Bergbeamter am Bergamt Zellerfeld, und später für die Grundner Gruben zuständig. 1764 erhielt er eine Stelle als Geschworener am Bergamt Goslar. Bereits 1767 wurde er Obergeschworener, 1773 Vize-, 1777 Bergvogt und 1781 Vizebergmeister, sowie 1797 Oberbergmeister, die höchste Stufe seiner Laufbahn. 1771 erhielt er das Goslarer Bürgerrecht. Röder war viermal verheiratet; 10 seiner insgesamt 12 Kinder starben früh und von den überlebenden zweien starb ein Sohn 1810 im Alter von dreißig Jahren. Nur seine letzte Ehefrau und die jüngste Tochter überlebten ihn.
1810 trat Röder in den Ruhestand.

### Leistungen
1765 plante Röder eine Wasserkunst für die Grundner Bergwerke. Dazu war ein übertägiges Kunstrad mit 5 Lr. Durchmesser in der Nähe der neuen Ölmühle vorgesehen, welches mit dem bereits durch die obere Mahl- und die neue Ölmühle genutzten Wasser beaufschlagt werden sollte. Vom Kunstrad führte ein insgesamt 298 Lr. langes Feldgestänge zum Kupferschacht (in der Nähe des Iberger Kaffeehauses) der spätere Grube Prinz Regent.
1768/69 erhöhte Röder den Damm des Herzberger Teichs um 2 Lr. (etwa 3,80 m) und vervierfachte damit das Stauvolumen von 25.000 m³ auf 100.000 m³. Diese Änderung wurde vorgenommen, um damit ein Kehrrad anzutreiben, an dem ein rund 340 m langes Feldgestänge hing, das hoch zum Kanekuhler Schacht auf dem Gaipelplateau führte. Außerdem wurde für die Brandstaubwäsche sehr viel Wasser benötigt.

#### Die Röderschen Reformen 1797–1805
Das Hauptwerk Röders bestand in der grundlegenden Reorganisation und Modernisierung des Bergwerkes am Rammelsberg, den sogenannten „Röderschen Reformen“. Er plante diese Arbeiten seit den 1780er-Jahren, ab 1797 wurden sie umgesetzt.

##### Ausgangssituation

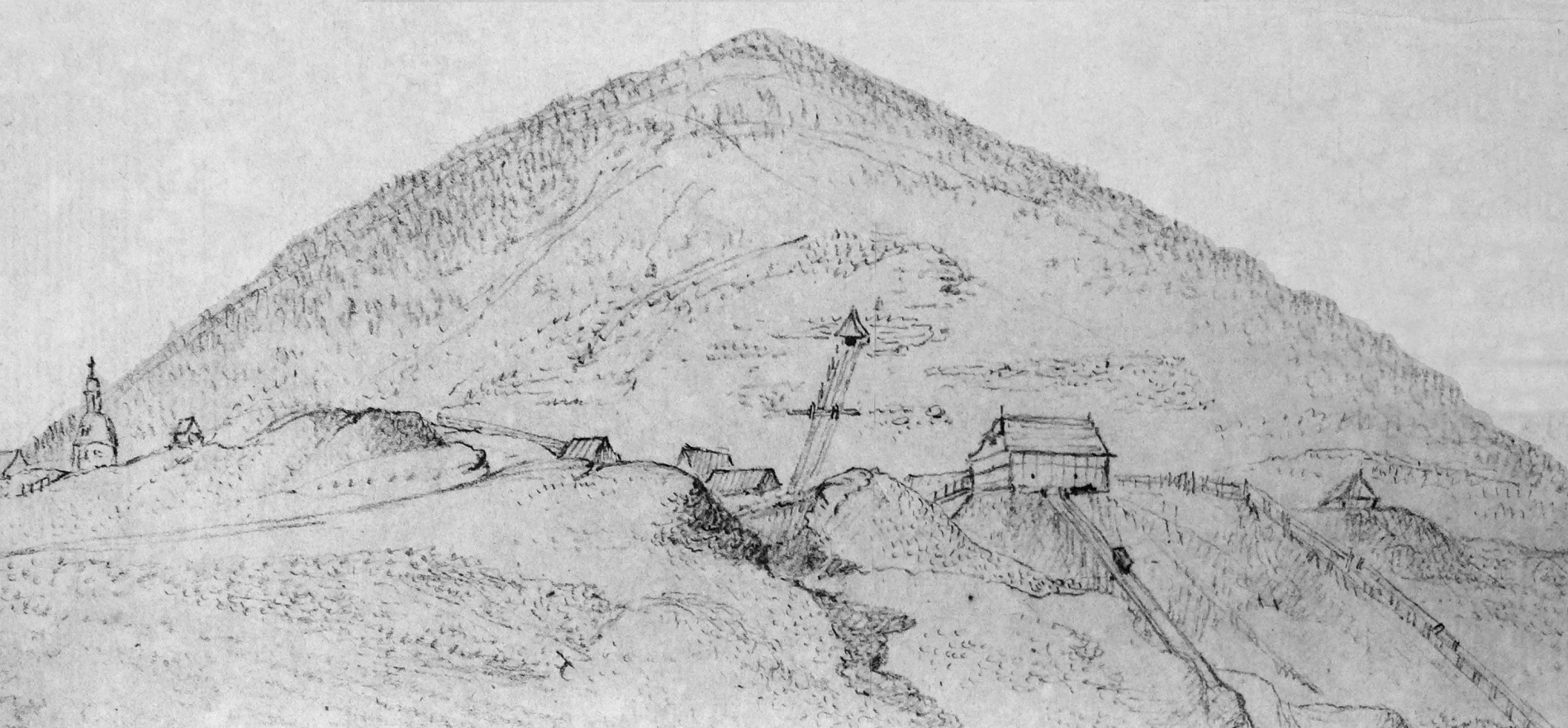
Der Rammelsberg um 1784 mit den Schächten auf dem Maltermeisterplateau, rechts das vom Herzberger Teich kommende Feldgestänge

Die Förderung aller Rammelsberger Bergwerke lag vor den Röderschen Reformen insgesamt bei etwa 12.000 Jahrestonnen. Röder begann nach seiner Beförderung zum Oberbergmeister 1797 damit, die ehedem selbständigen Bergwerke, die aber unter einer gemeinsamen Bergverwaltung standen, zu modernisieren. Damit wollte er die Kosten senken und die Förderleistung steigern.
Die Erze wurden bis 1797 über mehrere Tagesschächte bis auf das Niveau des Maltermeisterturmes gefördert und von dort mit Pferdefuhrwerken zur Hütte Oker abgefahren. Der tiefste Wasserlösungsstollen mit etwa 22 Lr. Teufe unter dem Rathstiefsten Stolln war der Tiefe Julius-Fortunatus-Stollen. Der Abbau ging im Wesentlichen unterhalb der Stollensohle um. Die vorherrschende Abbaumethode war der Weitungsbau, das Abbauverfahren das Feuersetzen. Immer wieder gingen Weitungen zu Bruch, diese Brüche wurden Tretungen genannt und verursachten große Schäden an der Tagesoberfläche. Das war nicht ganz so gravierend, da das Gebiet über dem alten Lager unbebaut war, jedoch wurden immer wieder die Schächte in Mitleidenschaft gezogen.
Am Herzberger Teich war ein übertägiges Kehrrad aufgestellt, das durch ein Feldgestänge dem Neuen Treibschacht, dem Serenissimorum tiefsten Schacht und dem Kanekuhler Treibschacht als Fördermaschine diente. Dieses System hieß Kanekuhler Treibkunst . Die Wasserhaltung bestand aus drei Kunsträdern, dem oberen, mittleren und unteren Kunstrad, die nacheinander die Fallhöhe zwischen dem oberen Wasserlauf und dem Rathstiefsten Stolln ausnutzten. Sie trieben je ein Kunstgezeug an. Die Kunstgezeuge waren im Alten Kunstschacht (oder Bulgenschacht) und dem Neuen Kunstschacht eingehängt.

##### Röders Plan

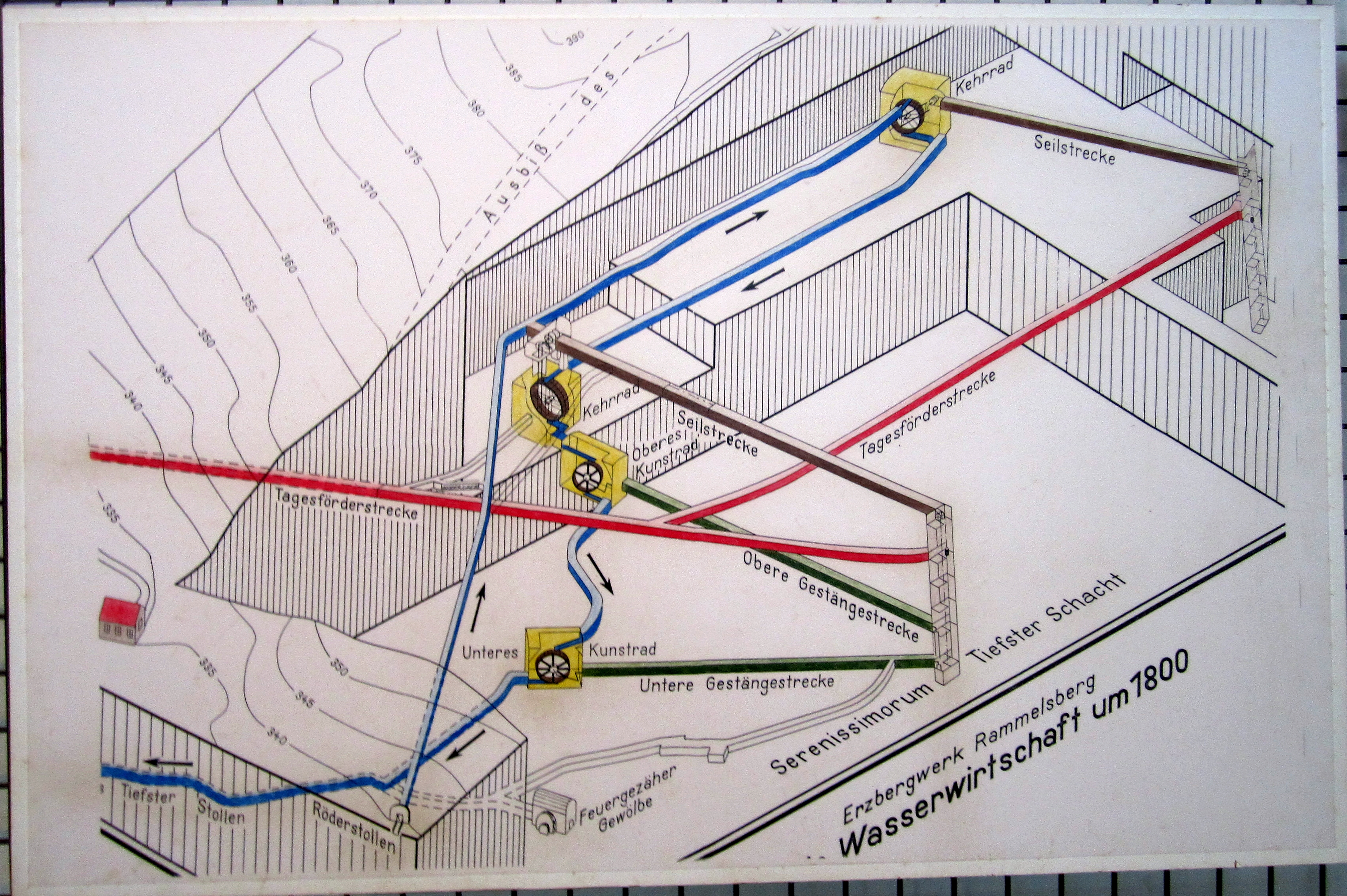
Blockbild

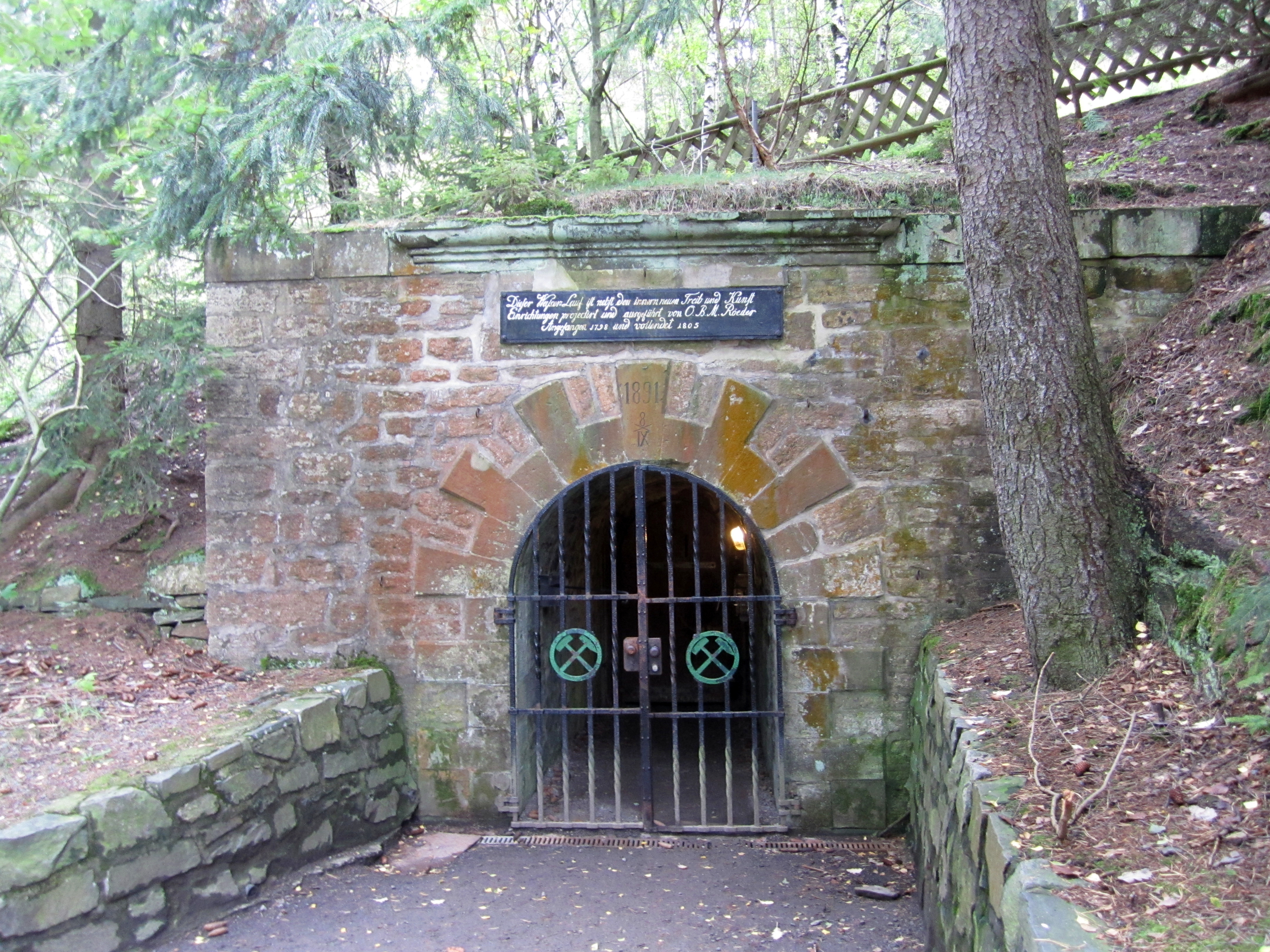
Mundloch des Röderstollens

Röder wollte den Abbau planmäßig neu organisieren. Dazu gehörte, die Abbaumethode auf den Versatzbau umzustellen, um das Zusammengehen der Tretungen zu vermeiden und so stehengelassene Erzfesten gewinnen zu können. Weiterhin ließ er neue Sohlen ausrichten, von denen aus das alte Lager systematisch in Angriff genommen wurde. Die wichtigste dieser Sohlen war die Tagesförderstrecke, die im Bereich der heutigen Tagesanlagen ihr Mundloch hat – bis dahin befanden sich alle Tagesanlagen auf dem Maltermeisterplateau, daher verlegte er, um die 80 m Förderhöhe einsparen zu können, die Tagesanlagen ins Tal. Als neue Hauptförderschächte bestimmte er den Kanekuhler Schacht, der die Erztonnen nunmehr nur noch bis zum Niveau der Tagesförderstrecke zu heben hatte, und den neu zu teufenden Neuen Serenissimorum tiefsten Treib- und Kunstschacht – einen Blindschacht, der vom Niveau des Oberen Wasserlaufes (dem heutigen Röderstolln) bis zur 7. Sohle abgeteuft wurde. Der nunmehr nicht mehr zur Förderung benötigte Serenissimorum Tiefste Treibschacht (der Tagesschacht) wurde weiterhin für die Wetterführung genutzt und nunmehr Serenissimorum Wetterschacht bzw. Deutscher Wetterschacht genannt. In späteren Jahren wurde der Blindschacht dann nur noch Serenissimorum Tiefster Schacht genannt.
Um die Weitungen versetzen können, war eine große Menge an Versatzmaterial notwendig. Um dieses zu gewinnen, ließ Röder oberhalb des Maltermeisterplateaus den Kommunionsteinbruch anlegen. Die gebrochenen Steine wurden über einen übertägigen Bremsberg auf das Maltermeisterplateau und von dort durch den Bergeschacht unter Ausnutzung der Schwerkraft in die Grube gefördert.
Die umfangreichste Reform war aber die der Wasserhaltung. Die Fallhöhe bis zum Julius-Fortunatus-Stollen stand nicht zur Verfügung, da das Aufschlagwasser Anliegern der Abzucht zustand. Wasser, das dem Herzberger Teich entnommen wurde, musste der Abzucht oberhalb dieser Nutzungsberechtigten wieder zugeführt werden. Dadurch konnte er das energetische Potential zwischen Herzberger Teich und Julius-Fortunatus-Stollen nicht voll ausnutzen, sondern war gezwungen, dieselbe geringe Fallhöhe zu nutzen, die auch die alte Wasserkunst seit jeher eingeengt hatte. Die drei alten Kunsträder konnten nicht parallel betrieben werden – das Aufschlagwasser konnte, nachdem es das obere Kunstrad angetrieben hatte, entweder das mittlere oder aber das untere Kunstrad beaufschlagen. Außerdem waren die alten Radstuben im Hangenden des alten Lagers angelegt worden, wodurch sie ständig unter hohem Gebirgsdruck standen und laufend umgebaut werden mussten; die untere Radstube war schließlich kaum noch zu halten.

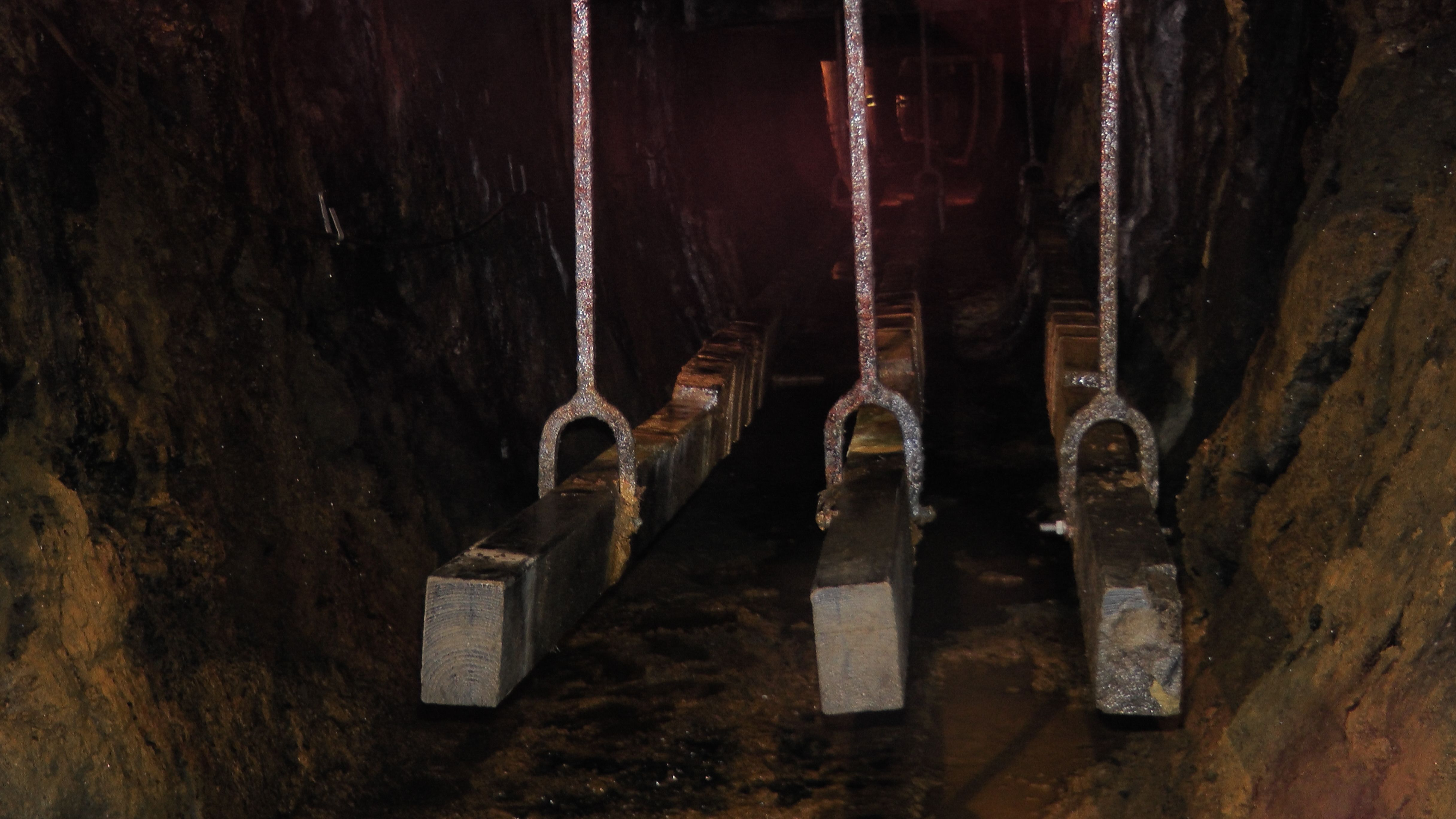
Schützengestänge in der Seilstrecke

Röder ersetzte dieses System durch nur zwei Kunsträder mit einer höheren Gesamtleistung, deren Radstuben er ebenso wie die Radstuben der beiden Kehrräder für die Förderung im Kanekuhler und Serenissimorum Tiefsten Schacht im Liegenden des Lagers anlegen ließ. Dadurch war eine lange Standzeit dieser Grubenbaue (bis in die heutige Zeit) gewährleistet, auch wenn die Auffahrungskosten etwas höher lagen. Die Förderschächte selbst aber führten direkt ins Erzlager und hatten etwa 60–80 Meter horizontalen Abstand zu den Radstuben. Diese Distanz wurde mit Seilstrecken überbrückt, über dem Schacht selbst befanden sich nur die beiden Seilscheiben. In den Seilstrecken verlief auch das Schützengestänge, der Schützer selbst stand an der Hängebank und schützte von dort aus das Kehrrad an und ab. Die beiden Kunstgezeuge der Kunsträder waren ebenfalls im Serenissimorum tiefsten Schacht eingehängt.
Diese weitreichenden Reformen hatten bis 1905 Bestand, als eine neue, elektrisch betriebene Wasserhaltung eingebaut wurde. Die Förderleistung stieg zunächst auf etwa 15.000 Jahrestonnen. Als 1859 mit dem Schürfer Suchort endlich das schon lang erhoffte Neue Lager gefunden wurde, stieg die Jahresförderung auf bis zu 60.000 t an. Zwar hatte der Kanekuhler Schacht 1875 eine Dampffördermaschine erhalten, diese wurde jedoch ob der hohen Kosten zunächst nur dann betrieben, wenn nicht genügend Aufschlagwasser für die Kehrräder zur Verfügung stand. Vermutlich übernahm die Dampfförderung des Kanekuhler Schachtes nach und nach einen steigenden Anteil der Förderung.

## Ehrungen
In Goslar wurde die kurze (nur zwei Häuser) Roederstraße nach ihm benannt.